# 宋祖舜
宋祖舜（?—?），字淑哲，别號鹿游，山東兖州府東平州軍籍。

## 生平
萬曆癸未（1583年）九月初三日生。萬曆四十年（1612年）壬子科山東鄉試第六十名舉人，四十四年（1616年）丙辰科三甲四十九名進士，吏部觀政，四十七年除户部雲南司主事，四十八年管西三倉，天啓二年（1622年）升江西司员外郎，升湖廣司郎中，天启三年升任淮安府知府，曾修纂天啓《淮安府志》，六年升陕西固原道副使，本年閏六月調管西宁道事。崇祯元年（1628年）加升參政，三年升河南按察使，分守天津道，四年降山西岢岚道右参议。崇祯八年（1635年）代卢象升任都察院右佥都御史、提督军务兼巡抚郧阳。九年三月甲戌，祖舜轻寇，追之失利，亡其印符，被削籍。卒年六十七。著有《守城要览》。

## 家族
曾祖宋傑，兵部義官。祖父宋勳，耆賓。父宋粲。

## 引用
1. ↑  《萬曆四十四年丙辰科進士序齒録》：宋祖舜，鹿游，詩二房，癸未九月初三日生。東平州人，壬子六十，会四十二，三甲四十九名。吏部政，己未授户部云南司主事，庚申管西三仓，壬戌升江西司员外，升湖廣司郎中，癸亥升淮安知府，丙寅升陕西固原付使，調西宁道，戊辰加升參政，庚午升河南按察使，天津道，辛未降山西岢岚道右參議。